# Igor Łopatyński
Igor Łopatyński (ur. 23 lipca 1927 w Rypiance, zm. 2 listopada 1993) – polski historyk, poseł na Sejm PRL IV i V kadencji.

## Życiorys
Syn Eugeniusza i Antoniny. Uzyskał wykształcenie wyższe, z zawodu historyk. Należał do Polskiej Zjednoczonej Partii Robotniczej. W strukturach partii był instruktorem Warszawskiego Komitetu Wojewódzkiego (1953–1955), sekretarzem Komitetu Powiatowego w Pruszkowie (1955–1956), kierownikiem w Warszawskim Komitecie Wojewódzkim (1956–1962), sekretarzem Komitetu Miejskiego w Płocku (1962–1968) oraz Komitetu Miejskiego i Powiatowego w Pruszkowie (1968–1971), a także zastępcą kierownika w Wydziale Organizacyjnym Komitetu Centralnego PZPR (1971–1973). W 1965 i 1969 uzyskiwał mandat posła na Sejm PRL z okręgów kolejno Płock i Pruszków, przez dwie kadencje zasiadał w Komisji Planu Gospodarczego, Budżetu i Finansów. Na VII Zjeździe PZPR w grudniu 1975 wybrany na zastępcę członka Komitetu Centralnego PZPR (do 1980).
28 listopada 1988 wszedł w skład Honorowego Komitetu Obchodów 40-lecia Kongresu Zjednoczeniowego PPR-PPS – powstania PZPR.
Pochowany na cmentarzu komunalnym północnym w Warszawie.

## Odznaczenia
- Order Sztandaru Pracy II klasy (1979)[4]
- Krzyż Oficerski Orderu Odrodzenia Polski
- Złoty Krzyż Zasługi
- Srebrny Krzyż Zasługi
- Odznaka 1000-lecia Państwa Polskiego (1966)[5]